# 梵蒂冈
梵蒂岡城國或梵蒂岡城邦，通稱梵蒂岡（拉丁語：Vaticanus）或梵蒂岡城（拉丁語：Civitas Vaticana），曾译作梵諦岡，是位於義大利首都羅馬市區內的內陸城邦，由天主教會最高權力機構——聖座直接統治，為世界領土面積最小的國家。其領土位於羅馬西北角高地，因此不仅是“国中之国”，也是「城中之國」。其為天主教會最高領袖教宗之駐地、世界六分之一人口的信仰中心，前身為教宗國，自1929年起以《拉特朗條約》確定為主權國家，實施政教合一的政治體制。城內建築物於1984年被聯合國教科文組織認定為世界文化遺產。
由於聖座的行政機構——羅馬教廷大部分機關、以及教宗官邸均座落於梵蒂岡城內，故「梵蒂岡」一詞有多意，可指梵蒂岡城國、梵蒂岡城、聖座、羅馬教廷或教宗寓所，视其使用場合而定。梵蒂冈没有法定官方语言，事实上通行意大利语；尽管许多文件会使用天主教會的傳統語言拉丁語，后者在教会内部的使用已逐渐减少。

## 歷史
「梵蒂岡」一詞來自拉丁語，意為「占卜之地」。早在4世紀，羅馬皇帝君士坦丁就在羅馬城西北角耶穌門徒聖伯多祿（聖彼得）殉難處建立了君士坦丁大教堂以示紀念；到了15至16世紀，君士坦丁大教堂被改建成如今的聖伯多祿大殿，成為天主教會舉行重大儀式的場所；756年，法蘭克王國國王丕平把羅馬城及其周圍區域送給教宗（教會史上稱為「丕平獻土」），後來聖座就以此成立了政教合一的「教宗國」，範圍廣及意大利半島中部的大部分地區。
19世紀，歐洲的民族主義興起，意大利的民族統一運動使聖座於意大利的領土愈來愈少，半島北方的薩丁尼亞王國成為意大利統一運動的領導者之後，更主導成立了意大利王國。身為教宗國首府的羅馬面臨統一在即，法蘭西第二帝國皇帝拿破崙三世以身為「教會的保護者」的名義出兵保護羅馬。1870年普法戰爭爆發，拿破崙三世把駐在羅馬的軍隊調回本國，使得意大利王國的軍隊得以順利開進羅馬，意大利的統一正式完成，而教宗被迫退居羅馬城西北角的梵蒂岡宮中；之後歷代教宗自稱為「梵蒂岡之囚」，不但敵視意大利王國，甚至不准信徒參與意大利王國的公職。
為解決意大利與聖座間的政治問題，意大利首相墨索里尼與教宗庇護十一世在1929年2月11日簽訂《拉特朗條約》，意大利承認聖座為主權實體，其領土位於梵蒂岡宮及周邊區域的「梵蒂岡城」，稱為梵蒂岡城國，為中立國，其國土神聖不可侵犯。此條約正式解決了聖座與意大利政府間多年的纠纷，名存實亡的教宗國正式被梵蒂岡取代。第二次世界大戰期間，梵蒂岡仍按照《拉特朗條約》保持中立，當時的教宗為庇護十二世。
2009年1月1日，羅馬教廷稱「意大利的法律過於繁雜，而且欠缺穩定、時常和天主教教義相違背」，宣佈梵蒂岡不再依《拉特朗條約》規定自動採納意大利議會通過的法律。

## 地理
梵蒂岡城國地處意大利首都羅馬西北部台伯河西岸的高地「梵蒂岡山」，以梵蒂岡城牆與義大利為界，城北为博物馆和網球场，城東为老公園，東南有神学學院和火車站，南部为為聖彼得教堂及附屬廣場，聖座所在地位於市中心；氣候屬亞熱帶地中海型氣候，平均氣溫1月7℃，7月24℃。
名勝：聖伯多祿廣場、聖伯多祿大殿、梵蒂岡博物館。

梵蒂岡城國地圖
梵蒂冈城国详细地图

## 政治

### 行政制度
梵蒂岡是一個选举君主制的神權國家，梵蒂岡的元首——教宗，由80歲以下的樞機在西斯汀小堂內舉行的教宗選舉秘密會議上選舉產生的，無任期限制，可以自由請辭。
《天主教法典》第332條提到教宗辭職：
「教宗如辭職，其辭職得自由為之，且應適當表明，始能生效，但不需要任何人接受。」
教宗辭職教令是由雷定五世確立，天主教法典並不指定羅馬教宗必須向任何特定的人或機構遞交辭呈，但一些評論家（尤其是18世紀的聖典學者盧修斯·費拉里斯）認為至少必須告知樞機團或樞機團團長，因為樞機必須絕對肯定教宗已經放棄了他的職務，才可以有效地進行教宗選舉選出繼任者。

### 行政中樞

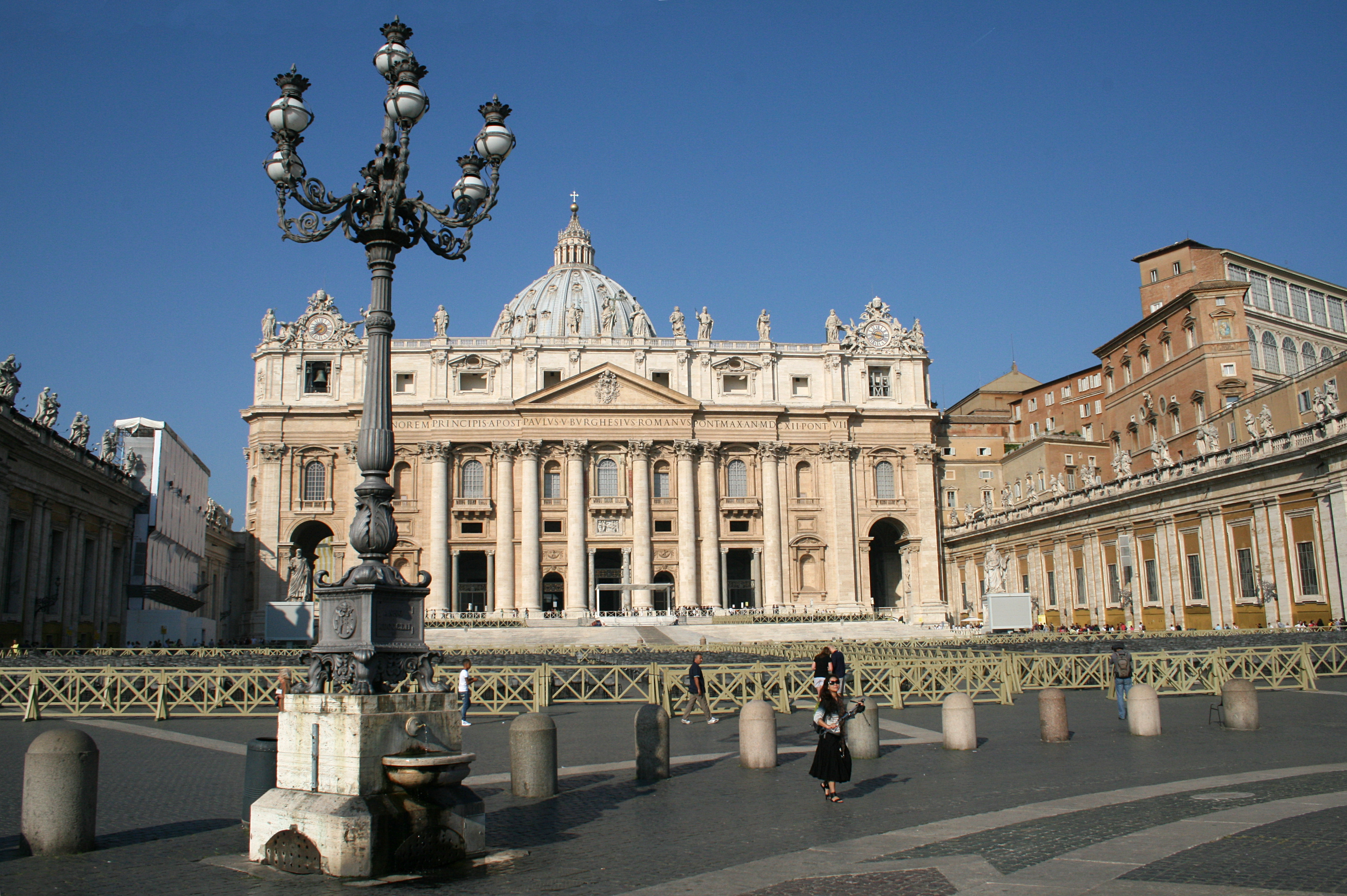
梵蒂岡的聖伯多祿廣場

聖座雖有國家形態，但其存在乃建立於全世界教民之信仰基礎上，故其政治制度不同於一般國家。其中樞組織羅馬教廷包括：
- 國務院：綜理聖座行政，並掌理教宗之樞密事務，首長為國務樞機卿。現任國務樞機卿為伯多祿·帕羅林樞機。
- 宗座財務院（英语：Apostolic Camera）
- 使徒遺產管理局（英语：Administration of the Patrimony of the Apostolic See）
- 聖座經濟事務局（英语：The Prefecture for the Economic Affairs of the Holy See）
- 羅馬主教公署（英语：Prefecture of the Pontifical Household）
- 教宗禮儀處（英语：Office for the Liturgical Celebrations of the Supreme Pontiff）及分別掌理特定事務之委員會

## 外交關係
聖座是國際場合暨外交場合中主權實體的名稱，也是教宗及顧問們在向下屬的全球各地的天主教會發出指令時所使用的正式名稱。作為全球天主教會的「中央」，聖座享有主權國家一樣的地位，可以以主權國家的身份簽訂國際性條約或加入國際組織。教宗授權主教委員會負責管理梵蒂岡的日常事務。梵蒂岡的法律體系是基於教會法和梵蒂岡城國基本法，當天主教法典不適用時，則使用羅馬市的法律。
聖座可以以主權实体的身份向其他主權國家派出外交使節（例如公使、大使等），也可以接受由其他國家派出的外交使節。但是由於國家面積太小，別國派往梵蒂岡的外交使節一般都在羅馬市設大使館。這樣造成的一個結果是：意大利駐聖座大使館是設在意大利自己國家境內。
聖座與183個國家有正式外交關係並共派駐106位常駐專使，在聯合國及聯合國日內瓦辦事處設常駐觀察員。聖座使節同時為教宗派在當地之教會代表，負責增進聖座與當地天主教會之聯繫，以及聖座與駐在國政府之關係；在部分國家或地區，則派有「宗座代表」，也負責與當地天主教會之聯繫。在國際組織方面，聖座參與34個國際組織（機構）及國際計畫，其中19個屬觀察員性質，另梵蒂岡城國（The Vatican City State）為7個國際組織會員。
對外的基本政策，是宗教的、人道的，而非政治的，也無關經貿、軍事。聖座主張與世界各國廣建邦交，藉以提高本身的國際地位與影響力，以達到保障各國境內天主教徒的宗教自由權。

## 司法
梵蒂岡的法律體系是基於教會法和梵蒂岡城國基本法，當天主教法典不適用時，則使用羅馬市的法律。

## 軍事

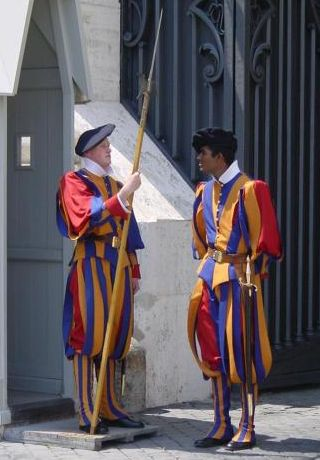
瑞士近衛隊

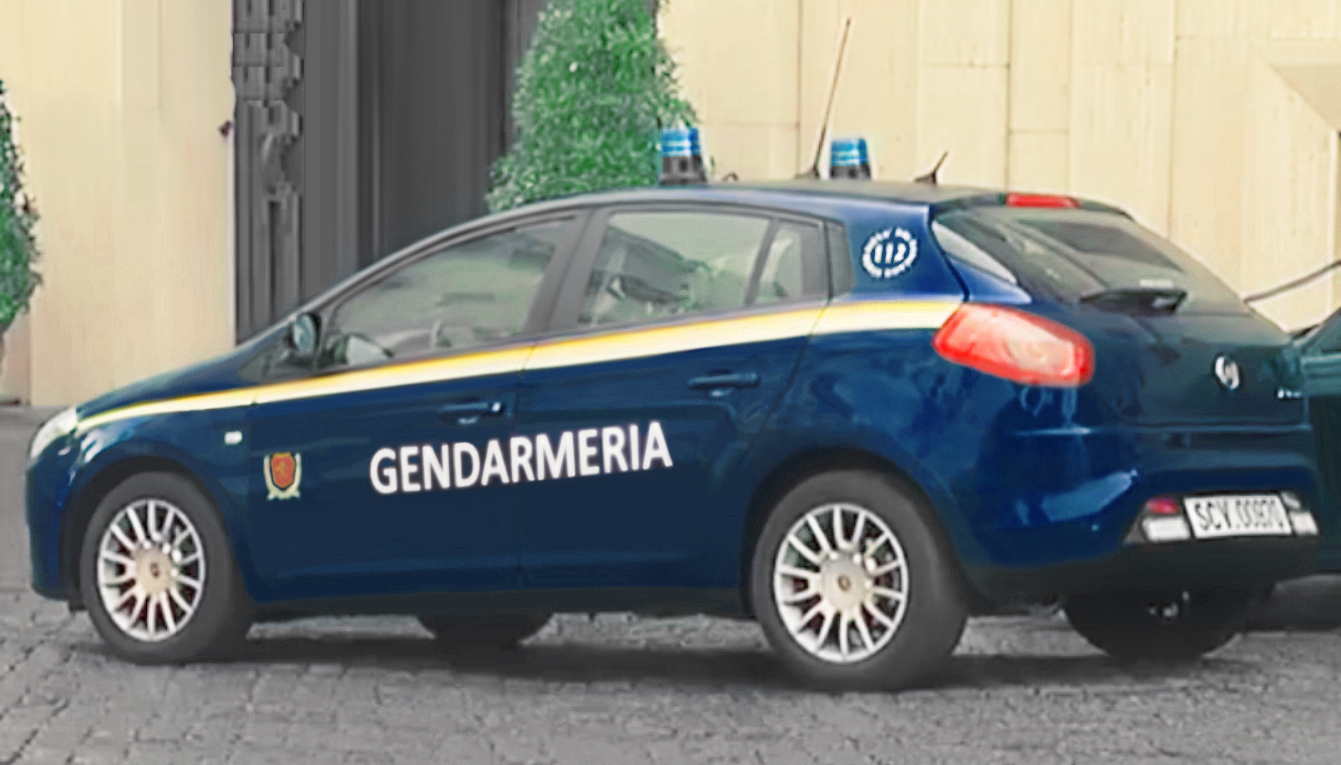
梵蒂岡憲兵警車

由於梵蒂岡城是意大利境內的一塊飛地，因此它的軍事防禦主要由意大利軍隊負責。儘管瑞士近衛隊負責教宗的人身安全，但並不屬於梵蒂岡城的軍隊。瑞士近衛隊士兵有權持有梵蒂岡城國護照和國籍。瑞士近衛隊士兵必須是單身男性、瑞士公民、天主教徒、年齡必須介於19歲至30歲之間、身高至少174公分、而且必須完成瑞士軍隊的基本訓練，並能獲得良好行為證書。
梵蒂岡的國防及民防部分，由梵蒂岡憲兵及梵蒂岡消防大隊負責。梵蒂岡憲兵必須是介於21至24歲之間的義大利籍未婚男天主教徒，並由義大利的警方培訓至少兩年，人員編制約為130人，負責梵蒂岡城及聖座房地產的社會秩序、邊境管制、交通管制、刑事調查及一般警務工作。梵蒂岡憲兵屬於梵蒂岡政府的機構。梵蒂岡消防大隊起源於十九世紀初，目前的形式成立於1941年，梵蒂岡消防大隊負責消防、自然災害，以及大規模人員傷亡的管理。

## 經濟
梵蒂岡既無工農業，也無自然資源。財政收入主要靠旅遊、郵票、不動產出租、特別財產款項的銀行利息、梵蒂岡銀行盈利和向教宗贈送的貢款以及教徒的捐款等。梵蒂岡在北美、歐洲許多國家有數百億美元的投資，其資本滲透到意大利眾多的經濟部門，特別是銀行信貸和不動產系統，僅地產一項就達46萬餘公頃。黃金、外匯儲備達100多億美元。
在2002年以前，梵蒂岡常以義大利里拉及梵蒂岡里拉作為其境內的通用貨幣。義大利加入歐元區後，梵蒂岡與歐盟簽訂特別協議，發行小量鑄造的屬於梵蒂岡的硬幣，作流通和收藏之用。
1970年代中期以來，梵蒂岡在西方經濟危機的衝擊下也面臨嚴重的財政困難，特別是由於銀行投資失誤和增加工作人員工資之後，財政連年赤字。1994年梵蒂岡財政決算盈餘41.2萬美元，其中收入1.7428億美元，支出1.7387億美元，2010年时梵蒂岡財政轉虧為盈，收入為2億4千5百萬歐元，支出為2億3千5百萬歐元。

## 人口

### 人口和語言
梵蒂岡城內大約有830名常住居民，大部分是神職人員，包括主教、神父、修女，以及著名的瑞士近衛隊（一支教宗的志願禁衛隊）。截至2005年12月31日，共有558人拥有梵蒂冈公民身份，他们其中有246人是双重国籍（大部分是意大利国籍）。還有大約3,000名世俗工人，他們是梵蒂岡的主要勞動力，但不全部住在梵蒂岡城內。
梵蒂岡一直未頒布官方語言，但在羅馬教廷在正式的文件中使用的是拉丁語。而在城國當中，立法及官方機構溝通來往大多都使用義大利語。至於一般大多數的交談、出版物和廣播中，主要使用義大利語以及其他一些語言。而在瑞士近衛隊，主要以德語為大宗，也使用另外两种瑞士语言－法语和意大利语，例如5月6日举行的新入伍人员每年宣誓就职。 此外，它的国务院使用英语、德语、意大利语、波兰语、葡萄牙语和西班牙语。 

### 公民
根據《拉特蘭條約》規定，失去梵蒂岡國籍且未取得其他國籍之人士將自動取得意大利國籍。

## 文化

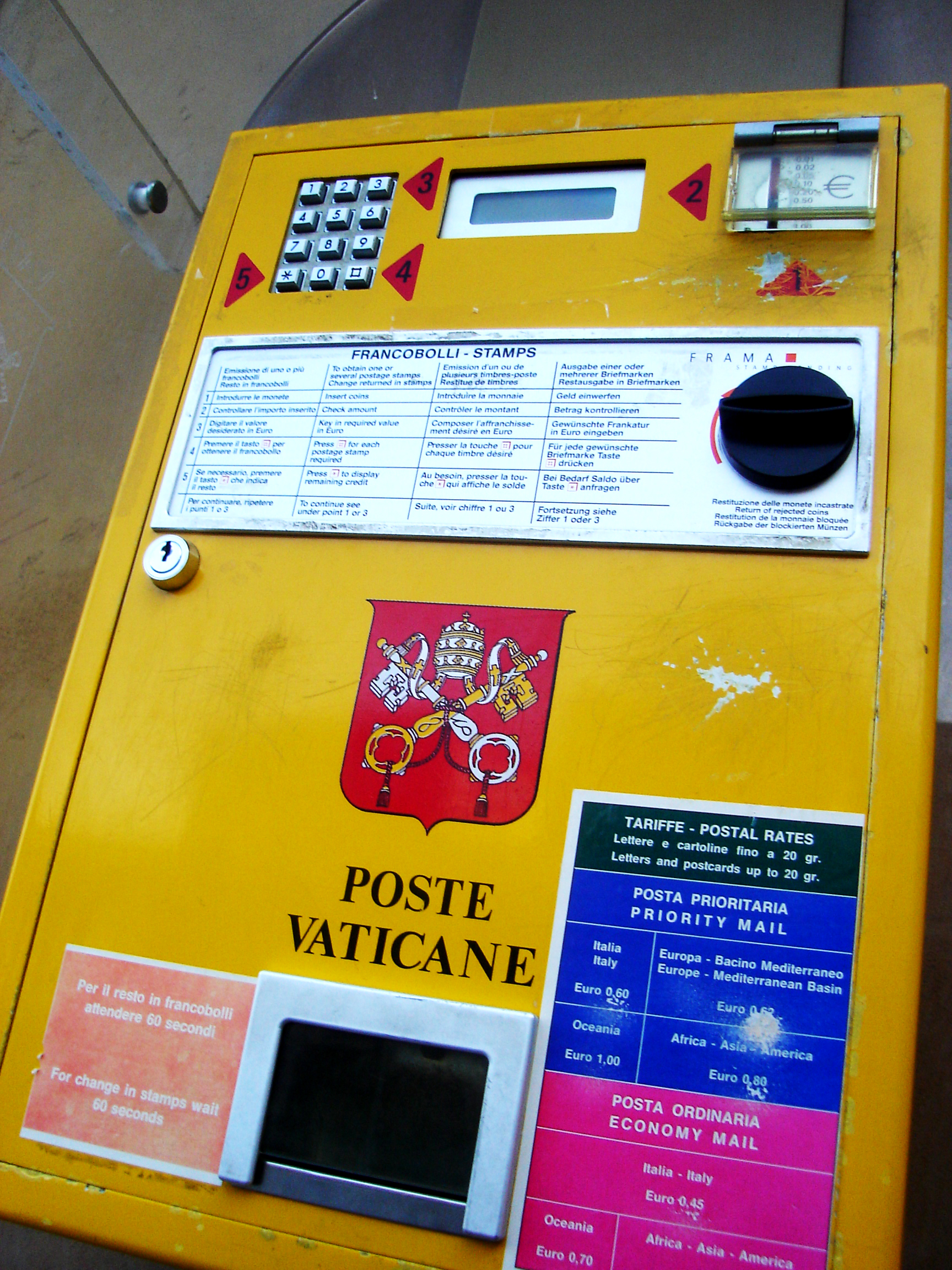
梵蒂岡郵政服務的自動售票機

梵蒂岡城本身就是一件文化瑰寶，城內的建築如聖伯多祿大殿、西斯廷禮拜堂等都是世界上重要的建築作品，包含了波提切利、貝爾尼尼、拉斐爾和米開朗基羅等人的作品。梵蒂岡也擁有一個館藏豐富的圖書館，以及一個博物館，專門收藏具有歷史、科學與文化價值的藝術品。
梵蒂岡的日常生活具有濃厚的宗教色彩，每当星期日，天主教徒聚集在聖伯多祿廣場，中午12點，隨著教堂鐘聲響起，教宗在聖伯多祿大教堂樓頂正中窗口出現，向教徒們發表演說，梵蒂岡的瑞士衛隊每年5月6日在聖達馬索庭院（義大利語：Cortile di San Damaso）內舉行宣誓儀式，誦唸500餘年來一直不變的誓詞，大意為祈求天主保佑自己圓滿完成任務，並能為教宗奉獻自己的生命。

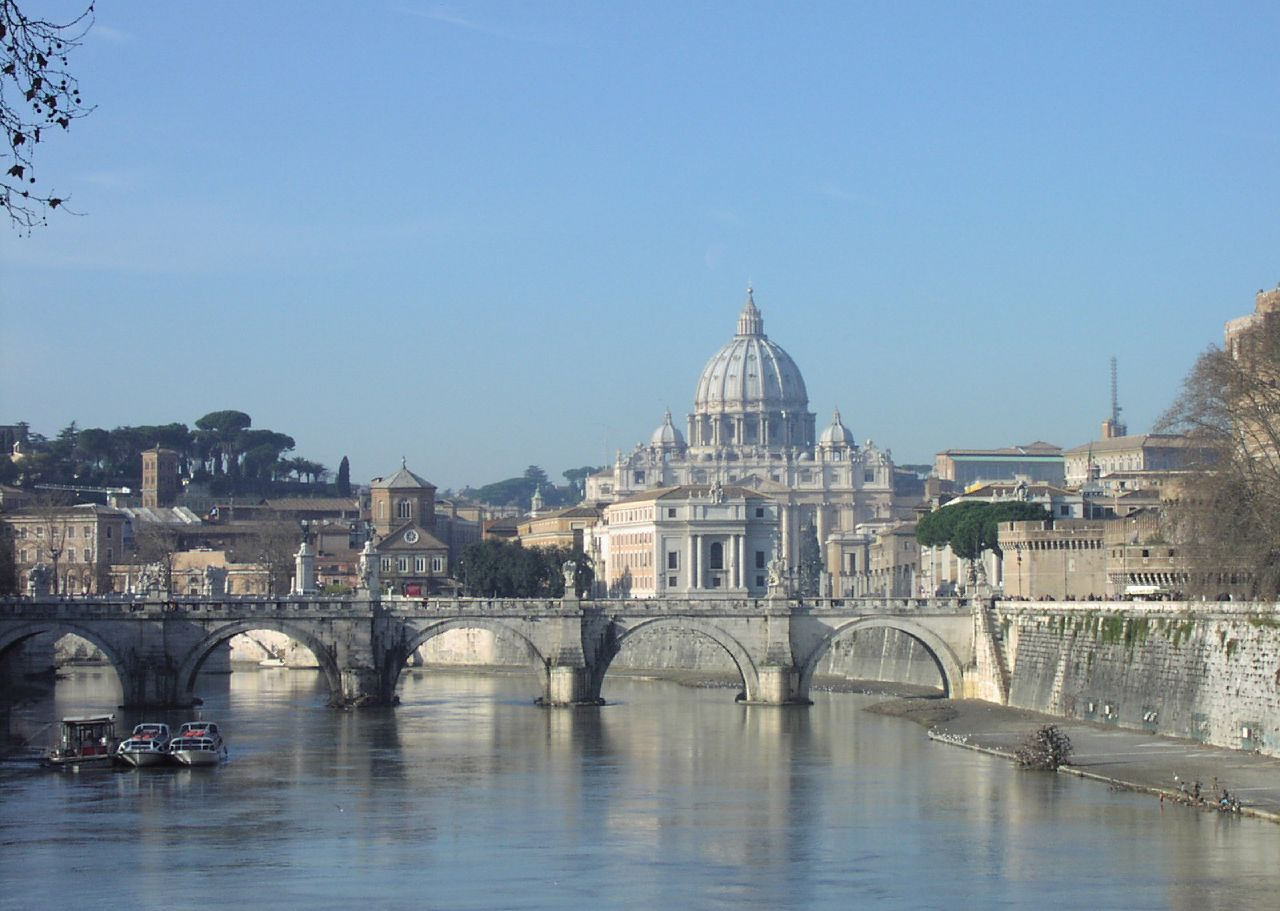
從台伯河遙望梵蒂岡
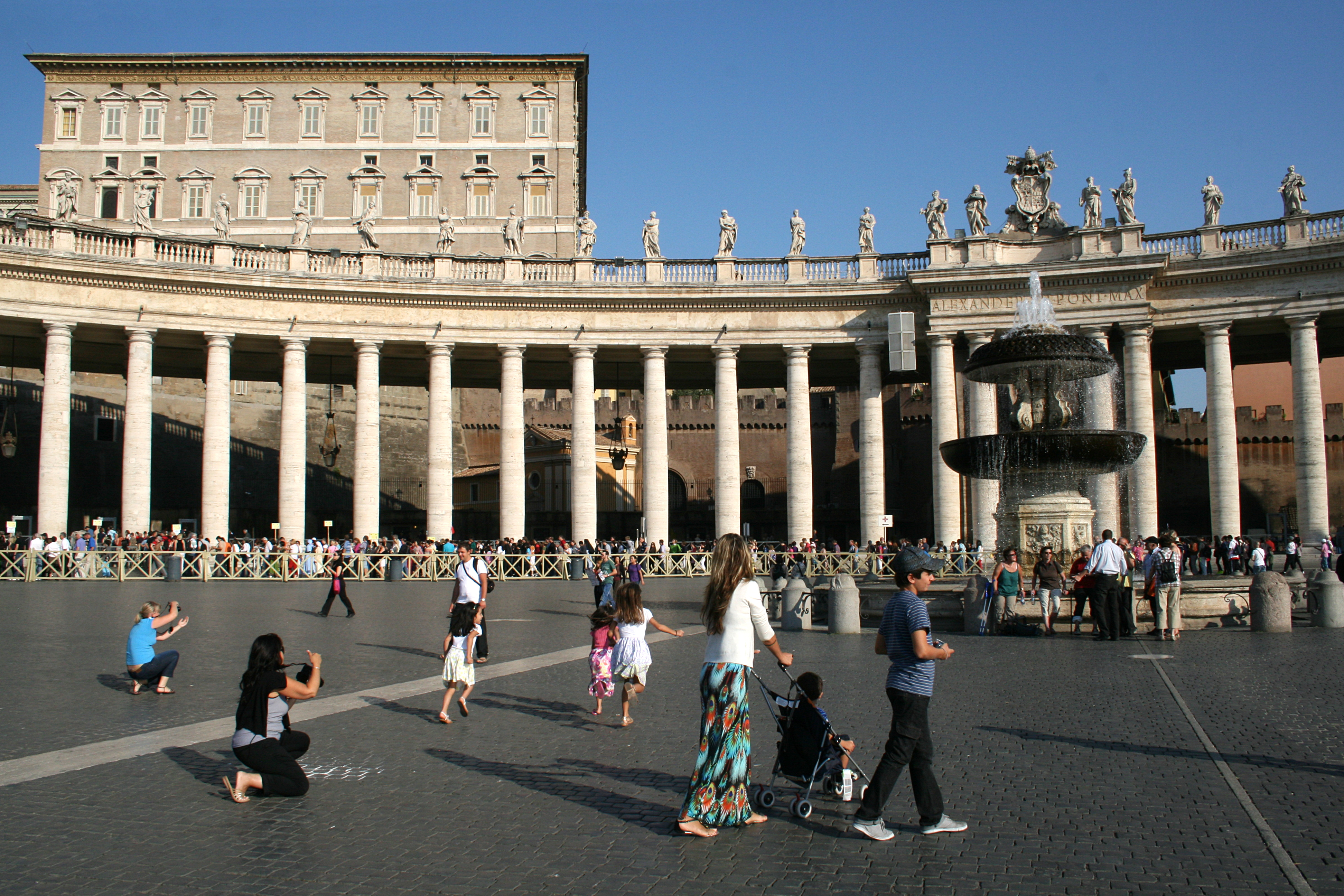
宗座宮殿
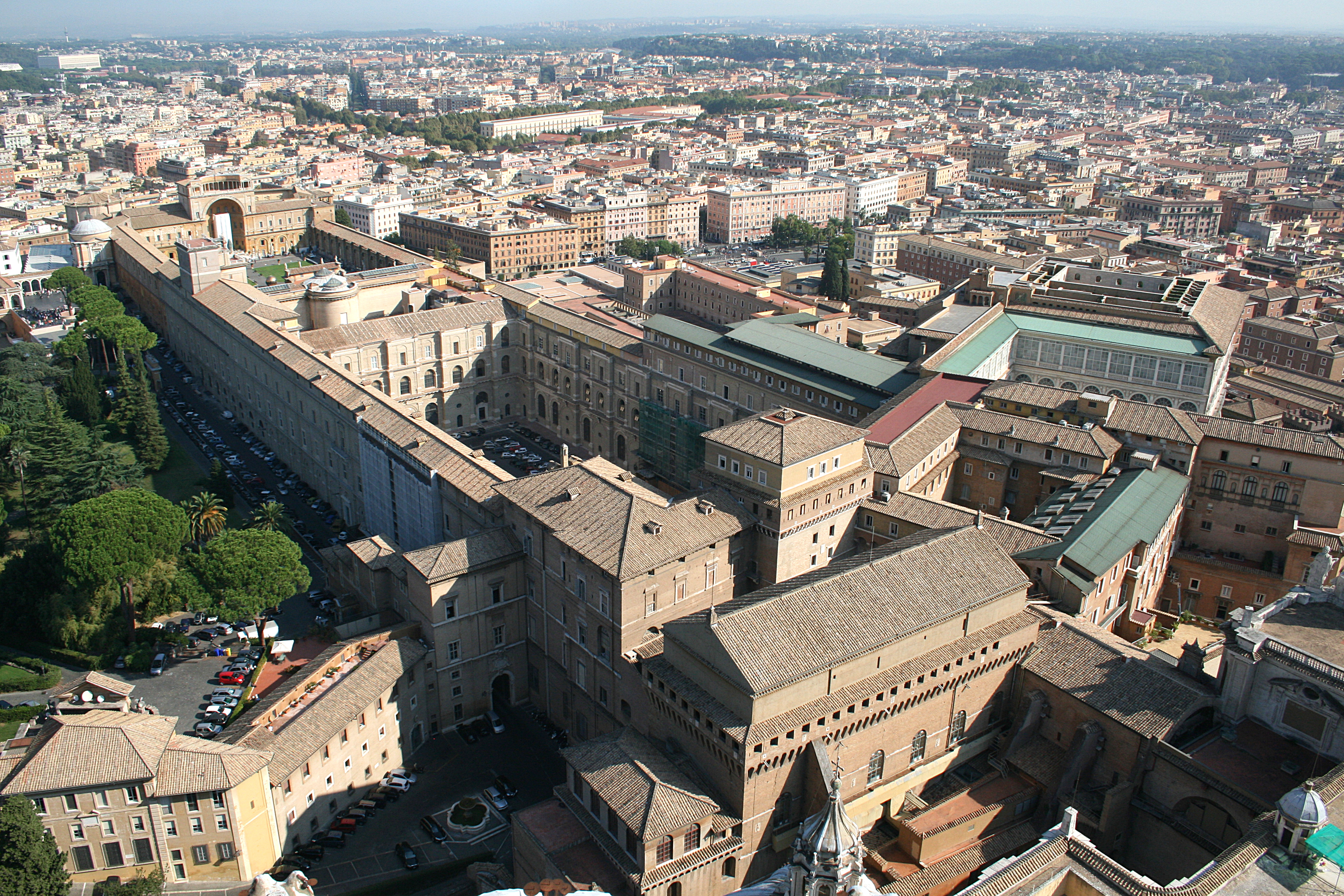
梵蒂岡博物館
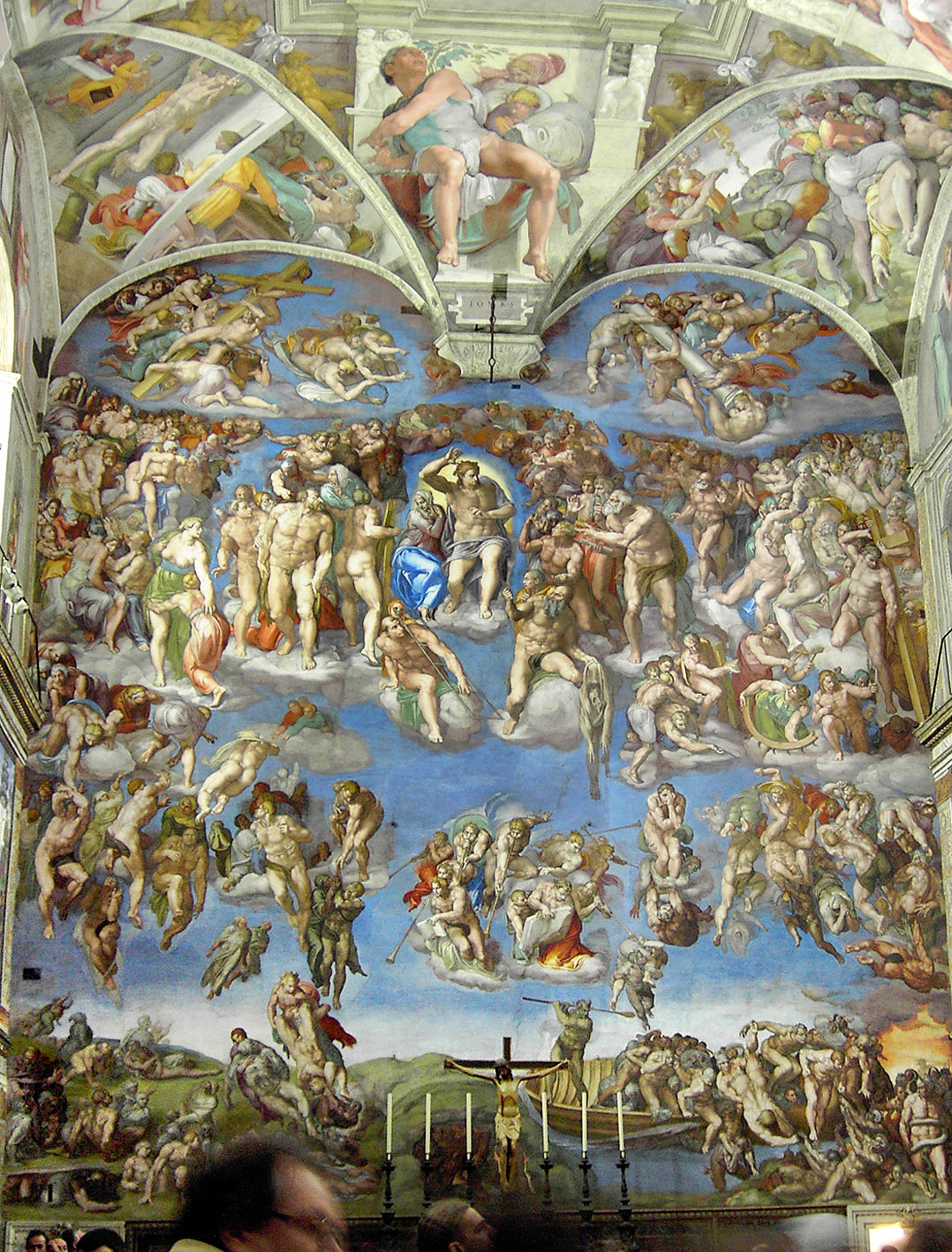
西斯廷禮拜堂
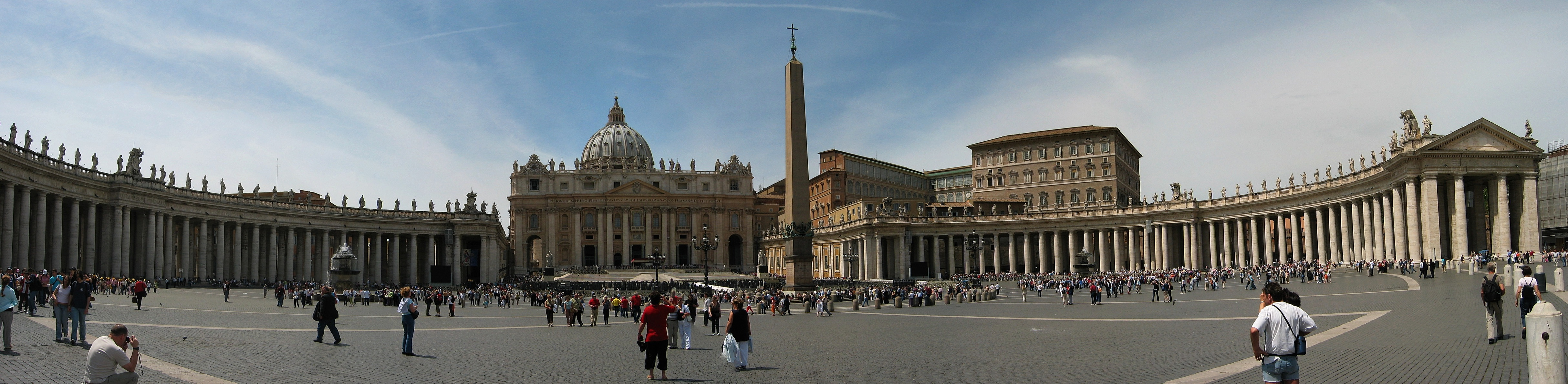
聖伯多祿廣場與方尖碑

## 媒体
梵蒂冈广播电台是梵蒂冈城国唯一的广播电台。目的是为了以自由和效力来宣讲耶穌基督的讯息，并联系天主教中心与世界各国的关系。

## 交通

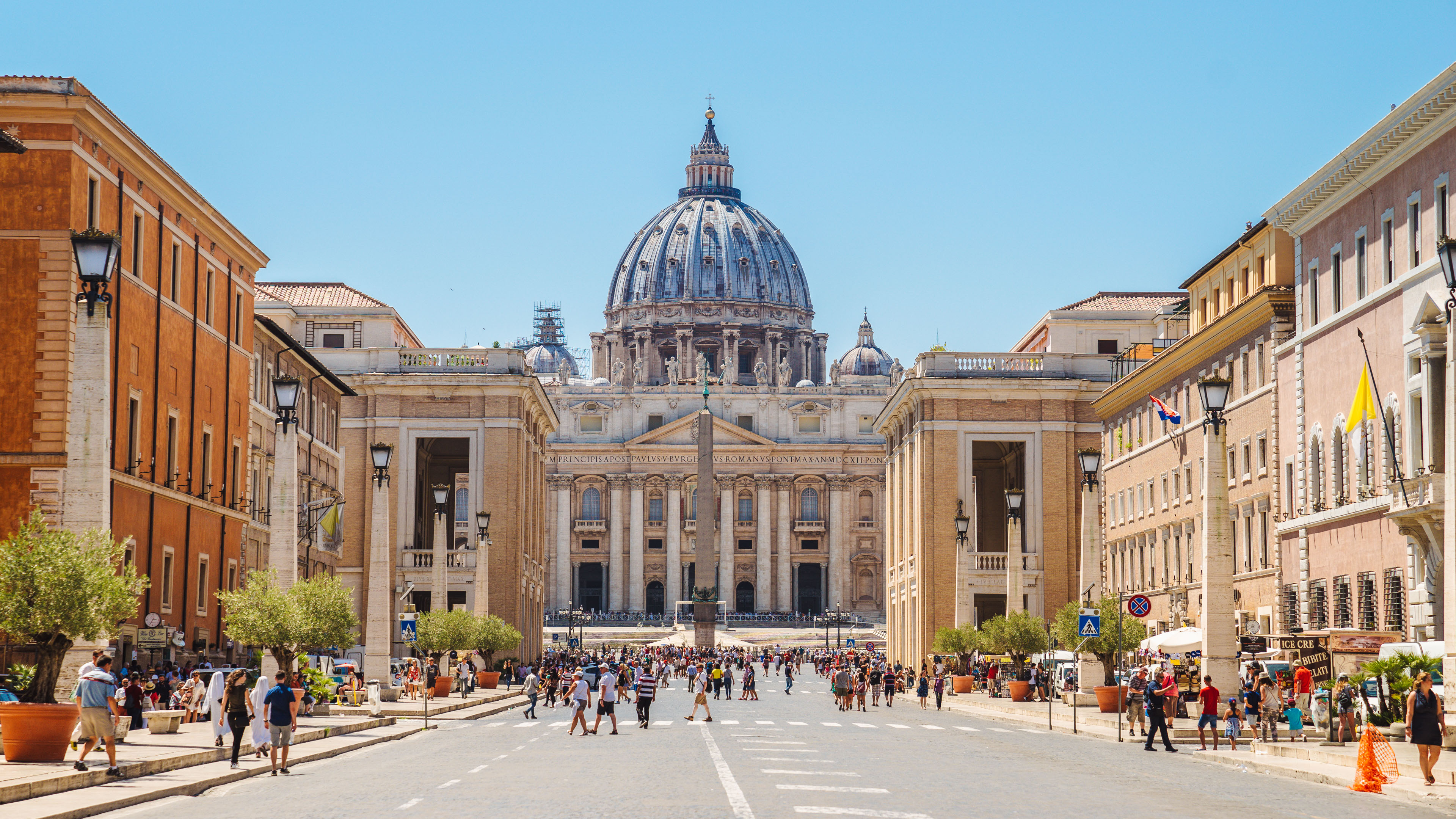

梵蒂冈交通系统中没有民用机场与高速公路，以1米/秒的速度（3.6公里/小时）前进，只需要20分钟就可以穿过这个国家。因此，这个国家的交通基础设施大部分都是连接包括圣伯多祿广场在内的教堂与周围建筑物的过道与走廊。

### 鐵路
梵蒂岡有一段长度852米的標準軌（1435毫米）鐵路，连接境内的聖伯多祿車站与意大利羅馬。車站由建築師朱塞佩·莫莫（Giuseppe Momo）設計，於庇護十一世時建造。

### 駕車
梵蒂岡公民可獲梵蒂岡城國簽發的車牌（CV開頭），公職、外交或神職人員可獲聖座名義簽發的車牌（SCV開頭）。
非梵蒂岡公民在梵蒂岡境內時，只有獲得特批才可在梵蒂岡駕車（正常情況下只有與梵蒂岡的某些機構有業務往來的非梵蒂岡公民能夠獲得特批）。

### 空路
梵蒂岡境內只有一個直升機場，作為教宗或來訪的國家元首抵達梵蒂岡的一個通道或進行短途旅行之用，不對外開放。距梵蒂岡最近的民航機場是意大利羅馬的罗马－菲乌米奇诺机场。

### 公共交通或火車
梵蒂岡擁有長300米的鐵路，是世界上最短的國有鐵路。在庇護十一世在位時期，梵蒂岡修建了梵蒂岡車站。根據拉特蘭條約，意大利國鐵的列車可以行駛進入梵蒂岡國內的鐵路。梵蒂岡境內的鐵道大部分用於貨運，每星期六運行一辆客運列車供游客參觀用，其餘列車大多都是象徵性或出於禮儀。
從羅馬火車站（Roma Termini）乘公共汽車40號和64號，或乘羅馬地鐵的A線到達屋大維站（Ottaviano）沿屋大維大街（Via Ottaviano）走約10分鐘可達梵蒂岡。